# Frederik Hendrik van Wassenaer
Dr. mr. Frederik Hendrik baron van Wassenaer, heer van de beide Katwijken, 't Zandt, Valkenburg, Rijnsaterwoude, Raephorst en IJzendoorn (Den Haag, 8 mei 1701 – aldaar, 27 december 1771) was een Nederlandse jurist en politicus.

## Biografie

### Familie en opleiding
Frederik van Wassenaer, telg uit het geslacht Van Wassenaer, was een zoon van Willem baron van Wassenaer (1670-1719) en van Hermeline Petronella Schaep (1677-1748), vrouwe van Den Dam. Van Frederiks negen broers en zussen bereikten slechts twee hun volwassenheid, van wie Willem van Wassenaer (1712-1783) het later zou schoppen tot luitenant-admiraal van de admiraliteit op de Maze (Rotterdam) en adviseur van stadhouder Willem V. Nadat Frederik aanvankelijk als vaandrig dienst nam in het leger, besloot hij te gaan studeren aan de Hogeschool van Utrecht, om in 1721 te promoveren in de rechtsgeleerdheid.

### Loopbaan
Na zijn studie werd hij in 1724 werkzaam als raadsheer bij het Hof van Holland. Zijn loopbaan verliep voor een edelman op een gebruikelijke wijze. In 1737 werd Van Wassenaer opgenomen in de Ridderschap van Holland, uit welker hoofde hij nog hetzelfde jaar lid zou worden van de Staten van Holland en in 1753 gedeputeerde naar de Staten-Generaal van de Nederlanden. Ook zou Frederik Hendrik van Wassenaer ridder en coadjutor worden van de Ridderlijke Duitsche Orde, Balije van Utrecht en commandeur van de Commanderij van Katwijk en Valkenburg.
Frederik van Wassenaer verkreeg in 1740 het ambt van hoogheemraad van Rijnland. In 1745-1746 werkte hij daarnaast als Gecommitteerde in de Generaliteitsrekenkamer. Van Wassenaer was een vurig aanhanger van de Oranjes. Hij zette zich in 1747 in voor het herstel van de Oranjes in het ambt van stadhouder van het Graafschap Holland. Stadhouder Willem IV beloonde zijn loyaliteit met aanzienlijke functies. Zo benoemde hij Van Wassenaer in 1748 als lid van de delegatie voor de succesvolle onderhandelingen van de Vrede van Aken. Samen met Mr. Willem Pauw, lid van de Hoge Raad van Holland, werd hem vervolgens opgedragen het bestuur van de Hollandse steden te evalueren. In 1750 werd hij benoemd in een commissie die zich over de Hollandse financiën moest buigen, waarna hij in 1751 werd gepromoveerd tot dijkgraaf van het Hoogheemraadschap van Rijnland en baljuw van het Baljuwschap Rijnland. Daarnaast werd hij in dat jaar aangesteld als baljuw en schout van zijn geboorteplaats Den Haag. Na het plotselinge overlijden van de stadhouder in 1751, werd Van Wassenaer aangesteld als een van de voogden van diens driejarige zoon, erfprins Willem V Batavus.

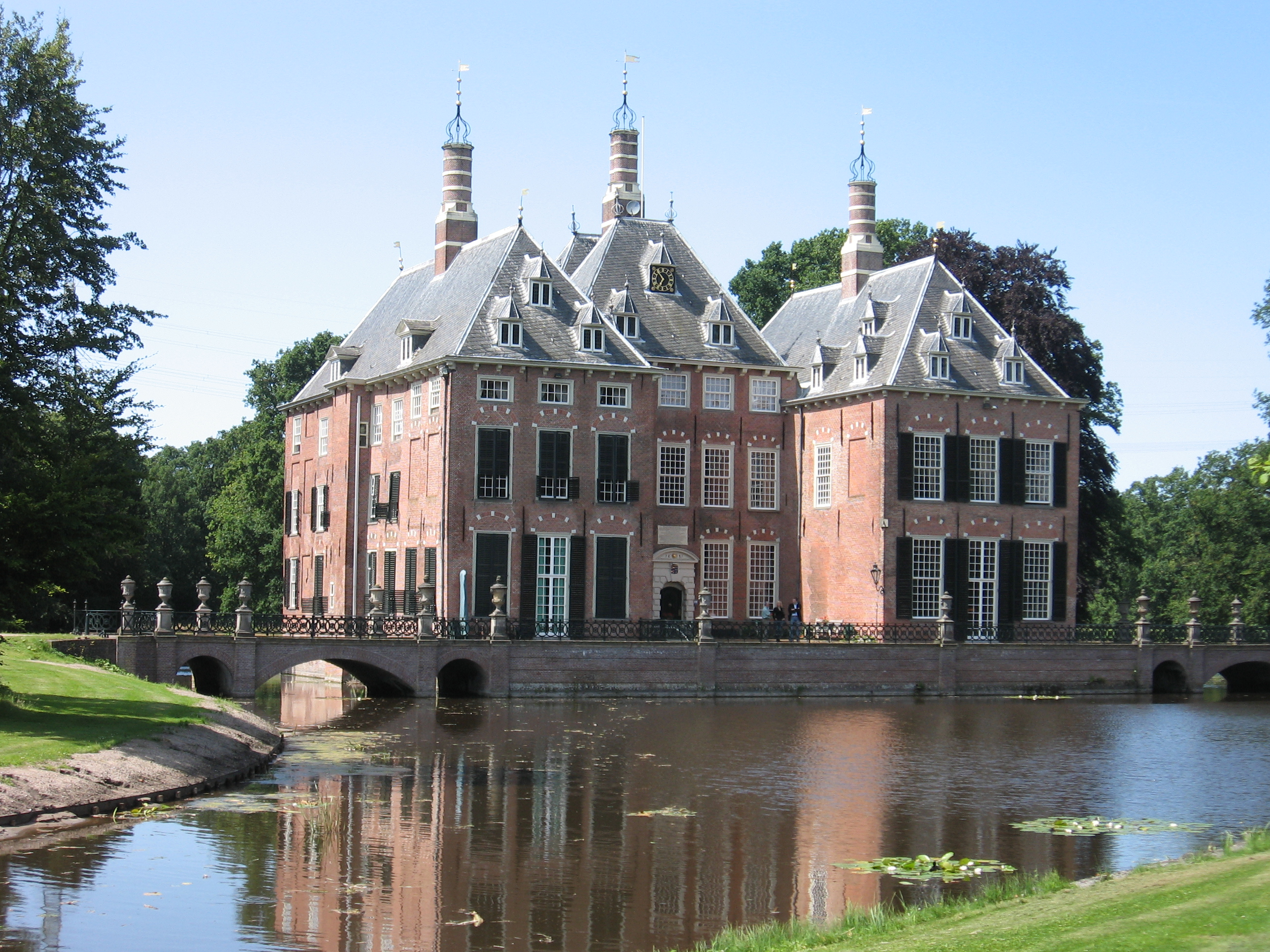
Door zijn huwelijk met Anna Sophia van Wassenaer verkreeg Frederik Hendrik van Wassenaer het Kasteel Duivenvoorde

### Huwelijk en nageslacht
In 1729 huwde Van Wassenaer met zijn volle nicht Anna Sophia barones van Wassenaer (1706-1730), dochter van Arent IX van Wassenaer (1669-1721) en van Anne Margriet Margaretha Bentinck (1683-1763) een dochter van Hans Willem Bentinck (1649-1709). Zij zou overlijden in het kraambed, waarna Van Wassenaer zeven jaar zou wachten voordat hij in 1737 hertrouwde met Seijna Jacoba Isabella barones van Wijhe (1719-1785), dochter van Christiaan Reinoud van Wijhe, heer van Echteld en van Henriëtte Philippine barones van Brakell. Aangezien Seijna van Wijhe samen met haar zusters erfgenaam was van de laatste mannelijke afstammeling uit het geslacht der baronnen van Wijhe, kwam Van Wassenaer door het huwelijk in het bezit van meerdere heerlijkheden. Uit dit tweede huwelijk kwam onder meer voort:
- Willem Lodewijk baron van Wassenaer (1738-1787), hoogheemraad van Rijnland, raad in de Admiraliteit van Rotterdam, Luitenant-houtvester van Holland en hoofdingeland van het Hoogheemraadschap van Delfland[1]

## Publicaties
1762: Deductie. Fredrik Hendrik baron van Wassenaer (...) ter eenre. Contra Gerhard Johan Colgartner (...) ter andere
- Biografisch Portaal: 34296959
- Digitale Bibliotheek voor de Nederlandse Letteren: wass036
- Gemeinsame Normdatei: 1171139268
- Système universitaire de documentation: 219792755
- Virtual International Authority File: 287684857
- WorldCat: E39PBJdMf6WpDM8GBRpd7Wyrv3